# Đài tưởng niệm Janusz Korczak, Warszawa

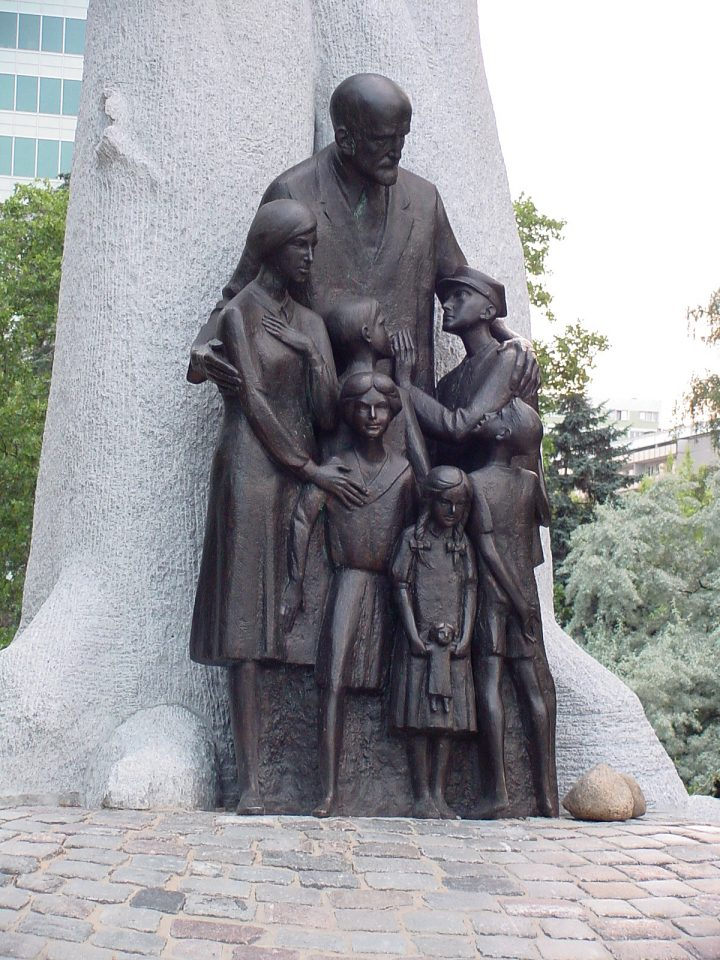
Đài tưởng niệm Janusz Korczak ở Warsaw, Ba Lan

Đài tưởng niệm Janusz Korczak ở Warsaw (tiếng Ba Lan: Pomnik Janusza Korczaka w Warszawie) là một trong những tượng đài nổi tiếng toạ lạc tại Warsaw, Ba Lan. Công trình này được xây dựng nhằm tưởng nhớ Janusz Korczak, một nhà giáo, tác giả viết cho thiếu nhi kiêm giám đốc một trại trẻ mồ côi ở Warszaw. Nhà điêu khắc Jan Bohdan Chmielewski và Zbigniew Mikielewicz chịu trách nhiệm thiết kế dự án. Tượng đài chính thức được khánh thành vào năm 2006.
Kiến nghị xây dựng Tượng đài đã có từ ngay sau khi Chiến tranh thế giới thứ hai kết thúc. Tuy nhiên, công trình không được thực hiện do những khó khăn trong công tác huy động vốn. Năm 1999, Giám đốc Quỹ Shalom Gołda Tencer, Giáo sư Jadwiga Bińczycka và Chủ tịch Hiệp hội Ba Lan Janusz Korczak cùng kiến nghị tái khởi động dự án này. Kinh phí xây dựng Tượng đài được huy động bằng nhiều cách khác nhau, bao gồm: tổ chức các buổi biểu diễn âm nhạc gây quỹ, đấu giá các tác phẩm nghệ thuật và nhận sự hỗ trợ từ chính quyền. Bản thiết kế chính thức cho Tượng đài được chọn từ một cuộc thi quốc tế vào năm 2001.
Buổi lễ khánh thành Tượng đài là một sự kiện trọng đại, có sự tham dự của Tổng thống Cộng hòa Ba Lan Lech Kaczyński, Chủ tịch Hiệp hội Ba Lan Janusz Korczak, Giáo sư Jadwiga Bińczycka, Giám đốc Quỹ Shalom Gołda Tencer, cùng một số nhân vật quan trọng khác.

## Ảnh

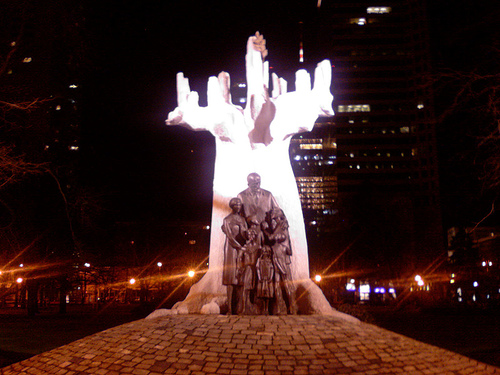
Tượng đài vào ban đêm
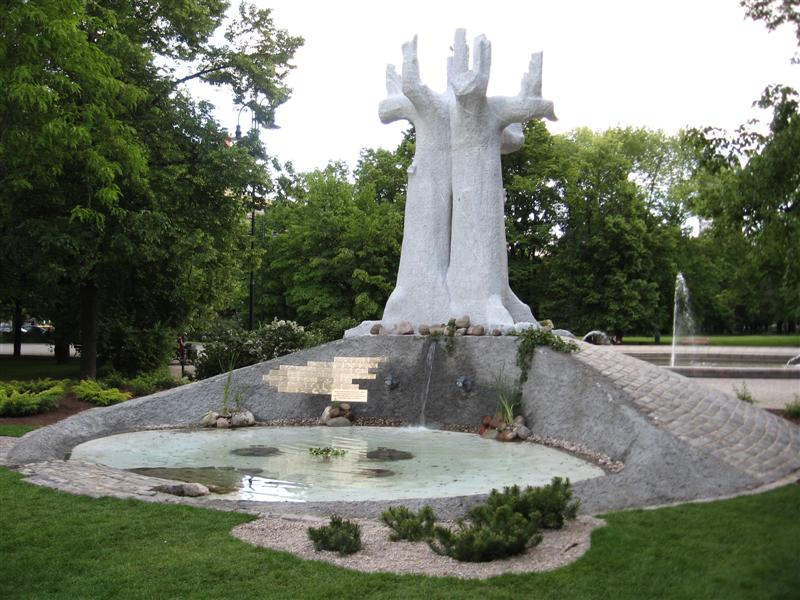
Phía sau
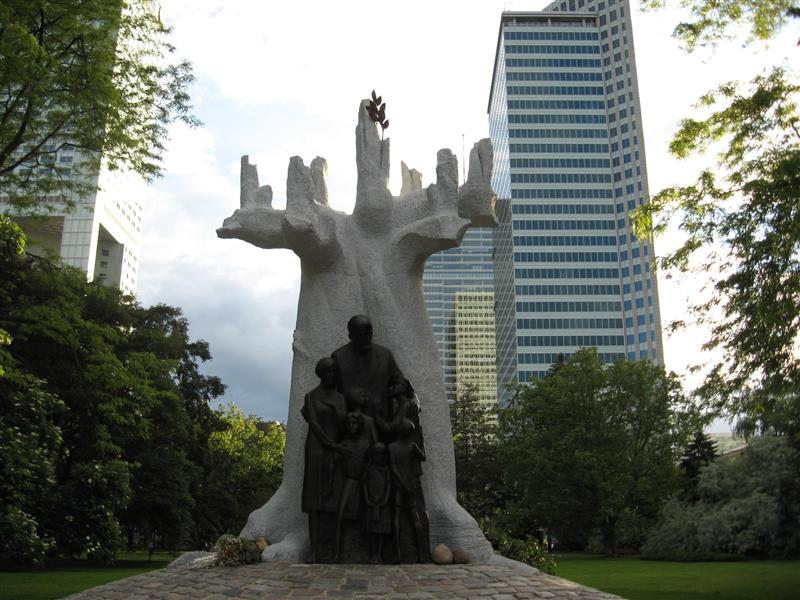
Tượng đài (2006)
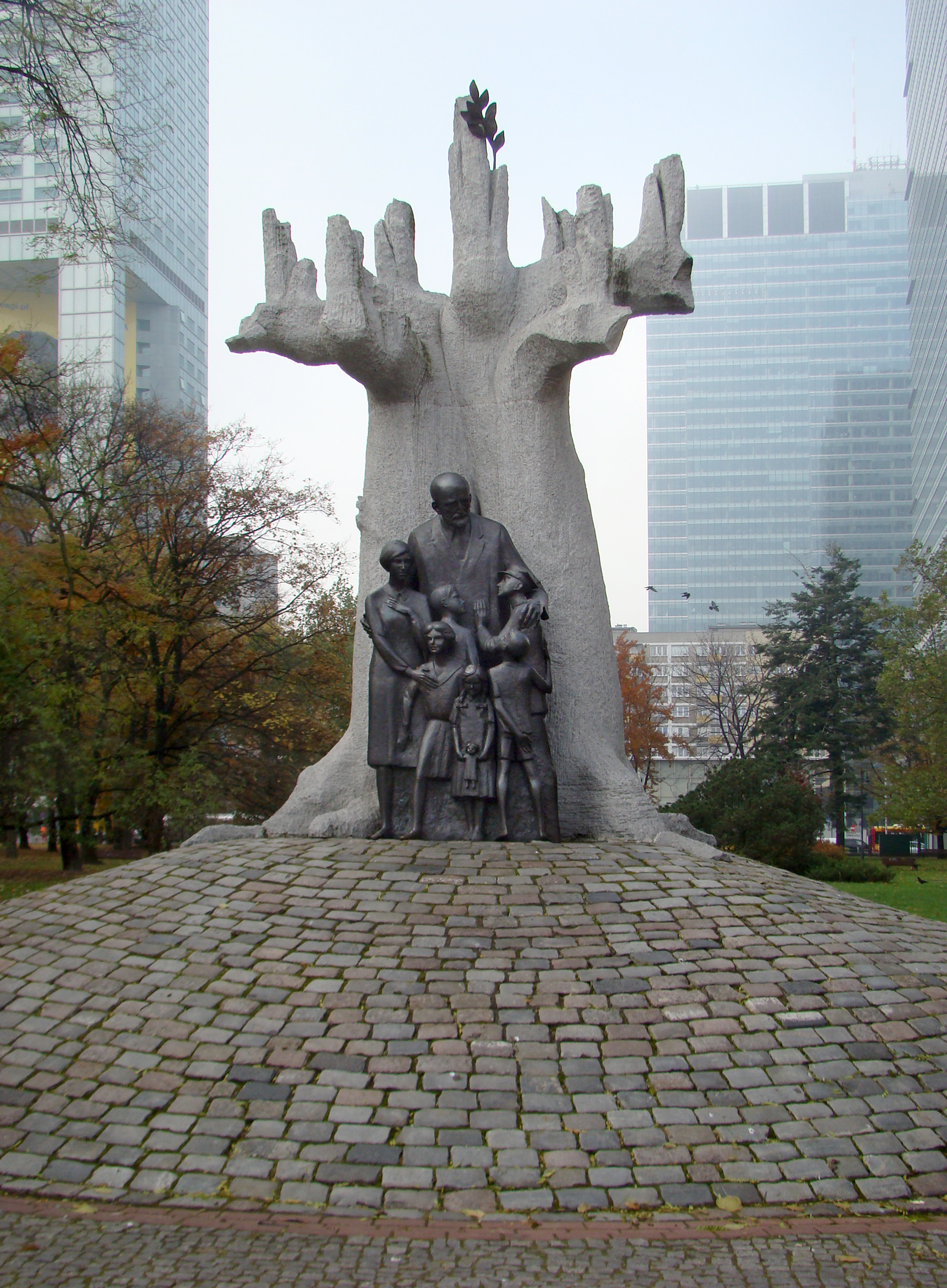
Tượng đài (2010)